# Connecticut Sun 2013
La stagione 2013 delle Connecticut Sun fu la 15ª nella WNBA per la franchigia.
Le Connecticut Sun arrivarono seste nella Eastern Conference con un record di 10-24, non qualificandosi per i play-off.

## Roster
| N° | Naz.                   | Ruolo | Sportivo          | Anno | Alt. | Peso |
| -- | ---------------------- | ----- | ----------------- | ---- | ---- | ---- |
| 1  | Stati Uniti (bandiera) | G     | Sydney Carter     | 1990 | 168  | 60   |
| 5  | Stati Uniti (bandiera) | A     | Kelsey Griffin    | 1987 | 185  | 76   |
| 7  | Stati Uniti (bandiera) | A     | Kayla Pedersen    | 1989 | 193  | 86   |
| 8  | Stati Uniti (bandiera) | A     | Mistie Bass       | 1983 | 193  | 86   |
| 11 | Stati Uniti (bandiera) | G     | Natasha Lacy      | 1985 | 178  | 75   |
| 14 | Stati Uniti (bandiera) | G     | Tan White         | 1982 | 170  | 70   |
| 20 | Stati Uniti (bandiera) | G     | Kara Lawson       | 1981 | 173  | 77   |
| 21 | Stati Uniti (bandiera) | G     | Renee Montgomery  | 1986 | 170  | 65   |
| 23 | Stati Uniti (bandiera) | G     | Allison Hightower | 1988 | 178  | 63   |
| 31 | Stati Uniti (bandiera) | C     | Tina Charles      | 1988 | 193  | 90   |
| 32 | Stati Uniti (bandiera) | G     | Kalana Greene     | 1987 | 178  | 77   |
| 34 | Stati Uniti (bandiera) | G     | Kelly Faris       | 1991 | 180  | 70   |
| 44 | Stati Uniti (bandiera) | AC    | Ashley Walker     | 1987 | 185  | 91   |
| 88 | Brasile (bandiera)     | GA    | Iziane            | 1982 | 183  | 64   |

## Staff tecnico
- Allenatore: Anne Donovan
- Vice-allenatori: Jennifer Gillom, Catherine Proto
- Preparatore atletico: Jeremy Norman
- Preparatore fisico: Jodi Hopkins